# Thể tích phân phối
Thể tích phân phối (VD), hay còn được gọi là thể tích phân phối biểu kiến, là một thể tích lý thuyết trong dược lý học, giả thuyết rằng nếu thuốc được phân phối đồng đều thì thể tích phân phối sẽ là tổng lượng thuốc cần được đưa vào cơ thể để đạt được một nồng độ trong huyết tương nhất định. Do đó, khi VD càng lớn thì nồng độ trong huyết tương của thuốc càng loãng, và lượng thuốc được phân phối vào các mô càng lớn. Các dược phẩm dễ tan trong lipid (không phân cực), tỷ lệ ion hóa thấp hay khả năng gắn huyết tương kém có thể tích phân phối cao hơn các thuốc phân cực hơn, ion hóa mạnh hơn hay có khả năng gắn huyết tương mạnh trong môi trường cơ thể.

## Phương trình
Thể tích phân phối được tính bằng phương trình được sau:
{\displaystyle {V_{D}}={\frac {\mathrm {total\ amount\ of\ drug\ in\ the\ body} }{\mathrm {drug\ blood\ plasma\ concentration} }}}